# Ир-Тохчын
Ир-Тохчын — персонаж хакасских легенд, богатырь и хайджи. Имя Ир-Тохчын восходит к древнетюркским словам «ир» (муж, воин) и «тохчын» (титул в тюркской административной иерархии). По другой версии имеет монгольское происхождение (монг. Ир Догшин, Ир - клинок, лезвие и Догшин - свирепый, лютый, что в переводе означает «Свирепый клинок»). Например схожие имена были у Дорбо-Докшина, Догшин-нойон-хутухта.
Согласно легендам, Ир-Тохчын жил в устье реки Абакан, под горой Ызых, и поднимался на эту гору, чтобы упражняться в горловом пении (хае), в результате чего вся абаканская долина наполнялась чарующими гортанными звуками. Также в легендах у него были две вороных лошади породы аргамак (ахалтекинец), которые не знали себе равных по скорости во всей Центральной Азии, и ещё он охотился на богатырского волка «ар-пуур». Считается, что названия многих рек и гор Июсской и Абаканской степей (Сарагаш, Тиргеш, Таштып, Туим, Биря и т. д.) произошли от слов, которые Ир-Тохчын произнёс во время этой охоты. По легенде, Ир-Тохчын спит беспробудным сном на горе Ирт-таг, но проснётся в последний год мира, чтобы спасти хакасский народ.